# Thanasis Papazoglou (voetballer, 1988)
Thanasis Papazoglou (Grieks: Θανάσης Παπάζογλου) (Thessaloniki, 30 maart 1988) is een Grieks voetballer die bij voorkeur als aanvaller speelt. Hij tekende in januari 2020 bij AE Larissa 1964.

## Clubcarrière
Papazoglou is afkomstig uit de jeugdopleiding van Aris. Bij die club debuteerde hij in het profvoetbal. In 2009 trok de aanvaller naar PAOK Saloniki, dat hem in januari 2011 zes maanden uitleende aan Asteras Tripolis. In 2012 maakte hij de overstap naar OFI Kreta. In juli 2014 werd Papazoglou aangetrokken door Olympiakos, dat hem tijdens het seizoen 2014/15 uitleende aan Atromitos. In mei 2015 tekende de voormalig belofteninternational een driejarig contract bij KV Kortrijk. Kortrijk verhuurde Papazoglou op 28 december 2016 voor een half jaar aan het op dat moment in de Eredivisie spelende Roda JC Kerkrade. Daarna werd hij verhuurd aan het Noorse Aalesunds FK.

## Clubstatistieken
| Seizoen | Club               | Land        | Competitie         | Wed. | Doelp. |
| ------- | ------------------ | ----------- | ------------------ | ---- | ------ |
| 2006/07 | Aris FC            | Griekenland | Super League       | 0    | 0      |
| 2007/08 | Aris FC            | Griekenland | Super League       | 10   | 0      |
| 2008/09 | Aris FC            | Griekenland | Super League       | 2    | 0      |
| 2009/10 | PAOK Saloniki      | Griekenland | Super League       | 22   | 3      |
| 2010/11 | PAOK Saloniki      | Griekenland | Super League       | 8    | 1      |
| 2010/11 | → Asteras Tripolis | Griekenland | Super League       | 9    | 0      |
| 2011/12 | PAOK Saloniki      | Griekenland | Super League       | 15   | 3      |
| 2012/13 | OFI Kreta          | Griekenland | Super League       | 25   | 8      |
| 2013/14 | OFI Kreta          | Griekenland | Super League       | 30   | 7      |
| 2014/15 | Olympiakos         | Griekenland | Super League       | 0    | 0      |
| 2014/15 | → Atromitos        | Griekenland | Super League       | 28   | 4      |
| 2015/16 | KV Kortrijk        | België      | Jupiler Pro League | 36   | 9      |
| 2016/17 | KV Kortrijk        | België      | Jupiler Pro League | 10   | 0      |
| 2016/17 | → Roda JC          | Nederland   | Eredivisie         | 11   | 1      |
| 2017    | → Aalesunds FK     | Noorwegen   | Eliteserien        | 12   | 3      |
| 2017/18 | KV Kortrijk        | België      | Jupiler Pro League | 14   | 1      |
| 2018/19 | Hapoel Haifa       | Israël      | Ligat ha'Al        | 7    | 0      |
| 2018/19 | Dinamo Boekarest   | Roemenië    | Liga 1             | 14   | 4      |
| 2019/20 | FC Voluntari       | Roemenië    | Liga 1             | 11   | 1      |
| 2019/20 | AE Larissa         | Griekenland | Super League       | 13   | 0      |
| 2020/21 | AO Xanthi          | Griekenland | Super League 2     | 18   | 2      |
| Totaal  | Totaal             | Totaal      | Totaal             | 295  | 46     |

## Interlandcarrière
In 2008 debuteerde Papazoglou voor Griekenland –21, waarvoor hij tien interlands speelde.